# ハジロウミバト

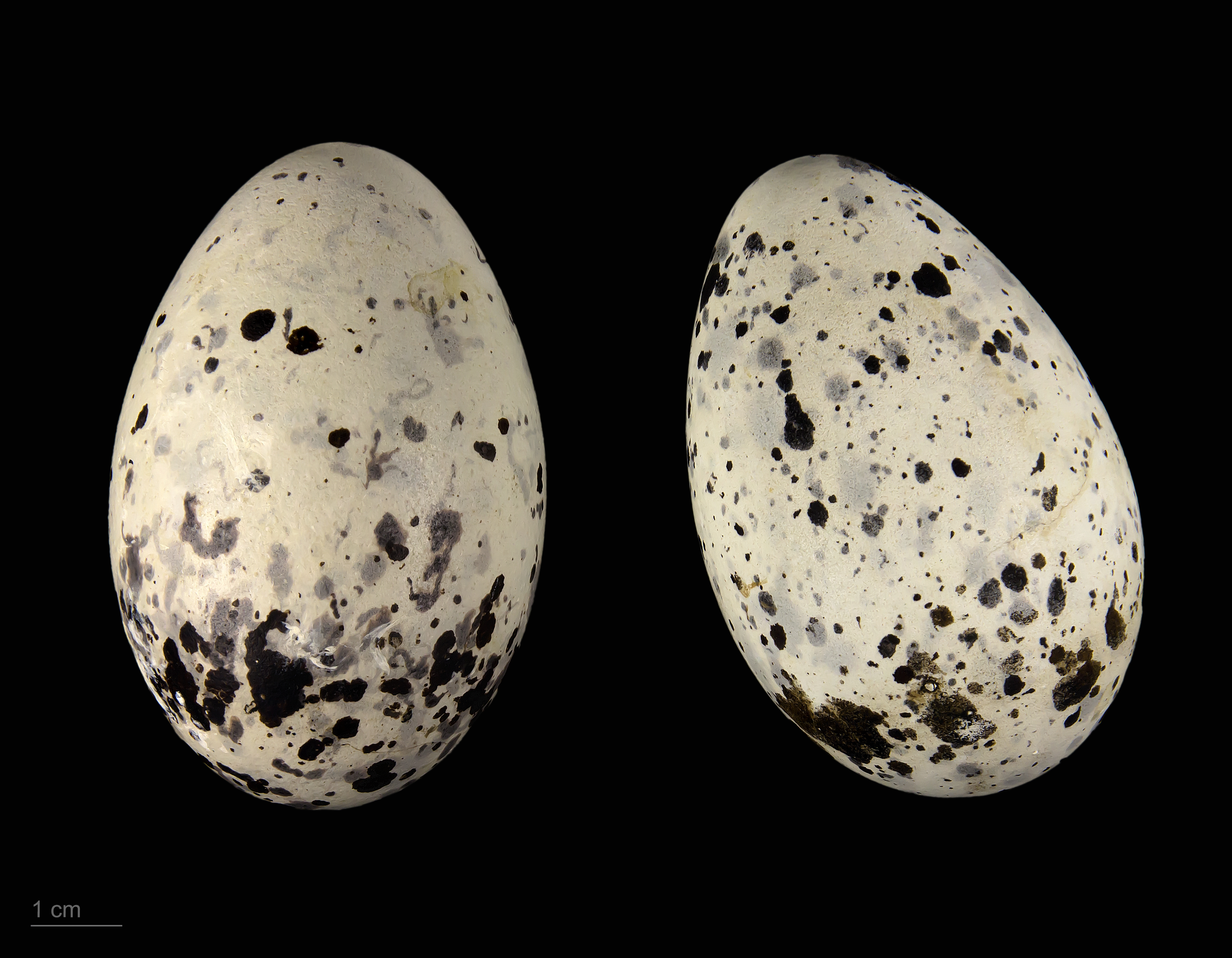
Cepphus grylle grylle

ハジロウミバト（羽白海鳩） Cepphus grylle は、チドリ目・ウミスズメ科に分類される海鳥の一種。
体長は30-35cmほどで、和名通りハトくらいの大きさである。口の中と足は赤い。夏羽は翼の中ほどを除く全身の羽毛が黒くなる。冬羽は背中側が白と灰色のしま模様となり、腹も白くなる。
羽色や生態はウミバトによく似るが、おもに北極海と大西洋沿岸に分布し、今のところ日本で確認された記録はない。
非繁殖期は海上で生活する。巧みに潜水し、おもに魚類や甲殻類を捕食する。
繁殖期には海岸の岩かげや洞穴で産卵するが、巣を作らず地面に直に産卵する。他のウミスズメ科の鳥より集団繁殖地（コロニー）は小規模で、一つがいだけで繁殖することもある。